# 1868 في الولايات المتحدة
فيما يلي قوائم الأحداث التي وقعت خلال عام 1868 في الولايات المتحدة.

## سياسة

### تعيين في المنصب
- 13 يناير – رذرفورد هايز حاكم ولاية أوهايو [الإنجليزية]‏.
- 1 يونيو – جون سكوفيلد وزير حرب الولايات المتحدة.
- 17 يوليو – وليام ماكسويل إيفرتس نائب عام الولايات المتحدة.
- 4 نوفمبر – نحميا غرين حاكم كانساس [الإنجليزية]‏.

### انتهاء فترة المنصب
- 13 يناير – جاكوب دولسون كوكس حاكم ولاية أوهايو [الإنجليزية]‏.
- 28 مايو – إدوين ستانتون وزير حرب الولايات المتحدة.
- 4 يوليو – ديفيد شلبي وولكر حاكم ولاية فلوريدا [الإنجليزية]‏.
- 11 أغسطس – ثاديوس ستيفنز عضو مجلس النواب الأمريكي.
- 30 نوفمبر – جون تومسون هوفمان عمدة مدينة نيويورك.

## ظهور
- 1 يناير – صلصة تباسكو

## مواليد

### يناير
- 5 يناير – أليس باش غولد مؤرخة أمريكية.[1]
- 21 يناير – ماكس بوم فنان أمريكي.[2]
- 31 يناير – تيودور ويليام ريتشاردز كيميائي من الولايات المتحدة.[3]

### فبراير
- 10 فبراير – وليام ألن وايت سياسي أمريكي.[4]
- 16 فبراير – إدوارد كرتيس مصور أمريكي.[5]
- 23 فبراير – دو بويز[6]
- 23 فبراير – هنري بيرغمان ممثل أمريكي.[7]

### مارس
- 7 مارس – صموئيل هولمز عالم حيوان من الولايات المتحدة الأمريكية.[8]
- 8 مارس – جون دبليو فيشبورن سياسي أمريكي.[9]
- 9 مارس – جوزيف كاوثورن

### أبريل
- 1 أبريل – فرانك كريغ ملاكم من الولايات المتحدة الأمريكية.
- 6 أبريل – تشارلز نيلسون صل سياسي أمريكي.[10]
- 19 أبريل – بول هاريس محامي أمريكي.[11]

### مايو
- 2 مايو – روبرت وليامز وود[12]
- 12 مايو – ميرتل كوربن لاعب سيرك من الولايات المتحدة الأمريكية.
- 21 مايو – جون ليونارد هاينز ضابط من الولايات المتحدة الأمريكية.[13]

### يونيو
- 3 يونيو – روبرت إديسون[14]
- 29 يونيو – جورج هيل[15]

### يوليو
- 4 يوليو – هنريتا سوان ليفيت عالمة فلكة من الولايات المتحدة الأمريكية.[16]
- 19 يوليو – فلورنس فوستر جنكينز مغنية أوبرا أمريكية.[17]

### أغسطس
- 20 أغسطس – إيلين روزفلت لاعبة كرة مضرب من الولايات المتحدة.
- 22 أغسطس – ويليس وايتني كيميائي من الولايات المتحدة الأمريكية.[18]
- 23 أغسطس – إدجار لي ماسترز كاتب أمريكي.[19]

### سبتمبر
- 3 سبتمبر – ماري باركر فوليت[20]
- 11 سبتمبر – هنري جوستين الن سياسي أمريكي.[21]

### أكتوبر
- 7 أكتوبر – فريدريك هوفي لاعب كرة مضرب من الولايات المتحدة.
- 10 أكتوبر – ناثان لويس ميلر قاضي أمريكي.[22]
- 26 أكتوبر – فريد غامبل ممثل من الولايات المتحدة الأمريكية.

### نوفمبر
- 1 نوفمبر – كومفرت ادامز مهندس من الولايات المتحدة الأمريكية.[23]
- 8 نوفمبر – جو كينسكي ملاكم من الولايات المتحدة الأمريكية.
- 22 نوفمبر – جون نانس غارنر سياسي أمريكي.[24]
- 24 نوفمبر – سكوت جوبلن
- 28 نوفمبر – مارتا غولدن ممثلة أمريكية.[25]

### ديسمبر
- 19 ديسمبر – إليانور بورتر روائية أمريكية.[26]

### تاريخ غير معروف
- أبي لاثروب، مربية حيوانات وعالمة أمريكية. (توفيت 1918م).

## وفيات

### مارس
- 16 مارس – ديفيد ويلموت (مواليد 1814) سياسي أمريكي.[27]

### مايو
- 23 مايو – كيت كارسون (مواليد 1809)[28]
- 29 مايو – ليفي لينكولن، الابن (مواليد 1782) سياسي أمريكي.[29]
- 31 مايو – جون جونز ماكراي (مواليد 1815) سياسي أميركي.[30]

### يونيو
- 1 يونيو – جيمس بيوكانان (مواليد 1791) رئيس الولايات المتحدة الأمريكية الأسبق.[31]

### يوليو
- 7 يوليو – إدوارد كولز (مواليد 1786) سياسي من الولايات المتحدة الأمريكية.[32]
- 17 يوليو – وليم مورتون (مواليد 1819)

### أغسطس
- 11 أغسطس – ثاديوس ستيفنز (مواليد 1792) سياسي أمريكي.[33]
- 31 أغسطس – فرانسيس جرانجر (مواليد 1792) سياسي أميركي.[34]

### أكتوبر
- 9 أكتوبر – هويل كوب (مواليد 1815) سياسي أمريكي.[35]
- 17 أكتوبر – لاورا سيكورد (مواليد 1775)[36]

### نوفمبر
- 2 نوفمبر – صموئيل روسيتر بيتس (مواليد 1787) سياسي أمريكي.[37]
- 11 نوفمبر – ستيفن رويس (مواليد 1787) سياسي أمريكي.[38]
- 13 نوفمبر – ديفيد تود (مواليد 1805) سياسي أمريكي.[39]

### ديسمبر
- 25 ديسمبر – ييل لينوس الأصغر (مواليد 1821)[40]